# Georges Boulanger (musicien)
Pour les articles homonymes, voir Georges Boulanger (homonymie) et Boulanger (homonymie).
Georges Boulanger, (de son vrai nom Ghiță Bulencea) né le 18 avril 1893 à Tulcea (Roumanie) et mort le 3 juin 1958 à Olivos (Argentine), est un violoniste et compositeur roumain de musiques de film et de musique légère.

## Biographie
Né à Tulcea (Roumanie) le 18 avril 1893 dans une famille de musiciens, il apprend le violon de son père. À douze ans, il rentre au Conservatoire de Musique de Bucarest où il sera formé par Leopold Auer. En 1910, il est violoniste à Saint-Pétersbourg, il y développe son style de musique légère, mélange de musique tzigane, de folklore et de valses viennoises. En 1922, c'est à Berlin qu'il enchante salons, cafés et cabarets. Il joue pour la première fois à la radio en 1926 et signe un contrat avec Bote & Bock pour composer des chansons surtout germanophones et de la musique de variété. Il compose ainsi Avant de mourir  et vit en Allemagne.
Georges Boulanger a composé plus de 250 morceaux, dont le plus célèbre est probablement "Avant de mourir" (qui fut dans les années 1960 un grand succès sous le titre My Prayer, d'abord chanté par les Platters), surtout des chansons de variétés ou des musiques de danse et enregistre plusieurs disques. Il est connu dans toute l'Europe des années 1930 qui apprécie ses foxtrots, tangos, one-steps et autres danses de salons.
Il s'inspirait parfois des musiques populaires d'Europe centrale (Rhapsodie hongroise, Légende roumaine, Intermezzo russe, Humeurs d'automne, etc.).
Il a tourné dans huit films allemands de l'époque, dont les plus connus furent : Allô Berlin ? Ici Paris ! (1932) et L'Éternelle Mélodie (1943).
Jusqu'en 1948, il se produit en Europe, enregistre pour diverses maisons de disques et il apparaît dans plusieurs films. Il part ensuite en Amérique du Sud, où il travaille au Brésil puis en Argentine, jusqu'à sa mort le 3 juin 1958 à Olivos.